# James Cleverly

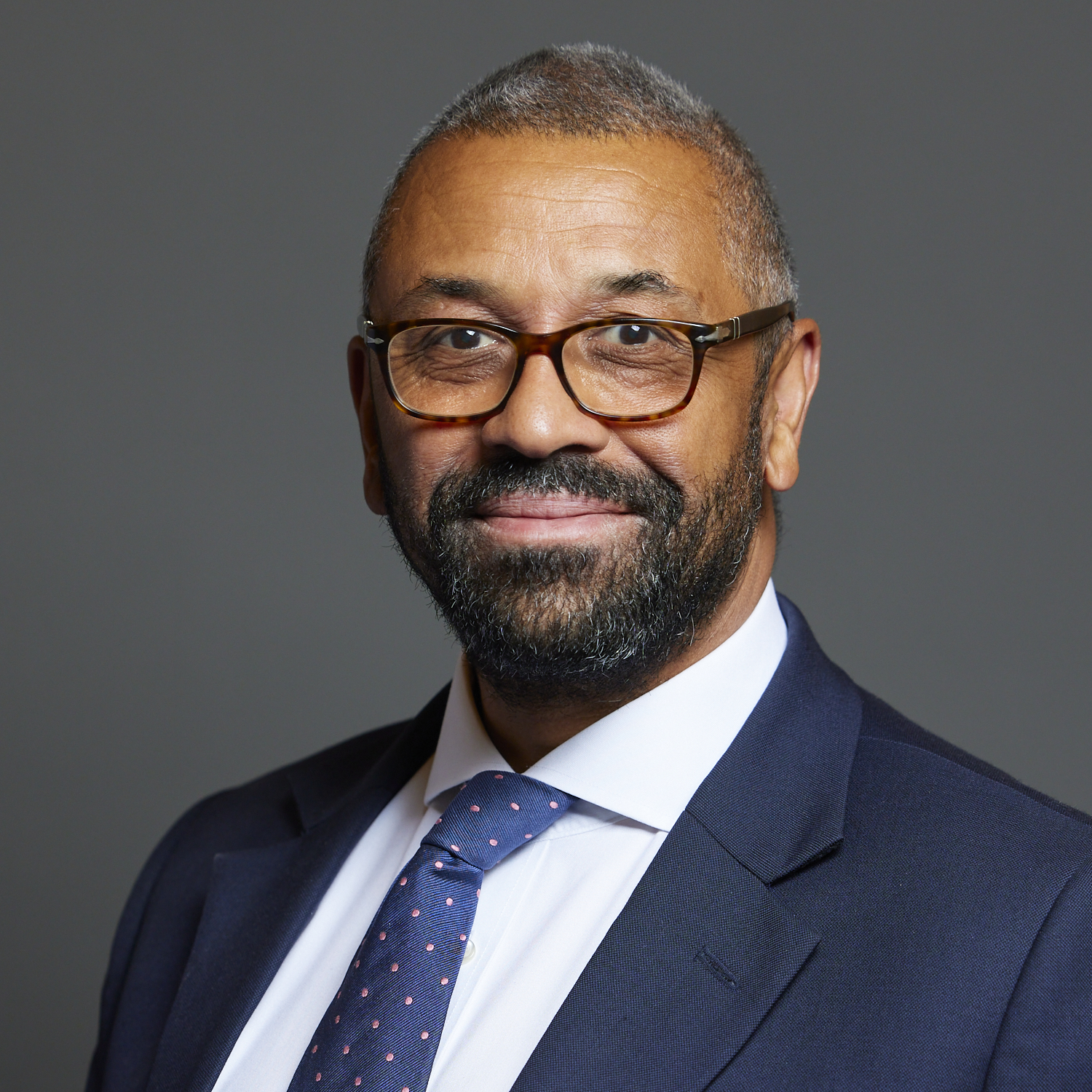
James Cleverly (2024)

James Spencer Cleverly (* 4. September 1969 in Lewisham, London) ist ein britischer Politiker.

## Leben
Von 2008 bis 2016 war er Mitglied der London Assembly (AM) für Bexley und Bromley.
Als Mitglied der Konservativen Partei ist er seit 2015 Abgeordneter im House of Commons (MP) für Braintree in Essex.
Von 2019 bis 2020 war er neben Ben Elliot Co-Vorsitzender der Konservativen Partei und Minister ohne Geschäftsbereich.
Von Juli bis September 2022 war er britischer Bildungsminister. 
Von 6. September 2022 bis zu seiner Ernennung als Innenminister war er britischer Außenminister.
Vom 13. November 2023 bis 5. Juli 2024 war er britischer Innenminister im Kabinett Sunak.
Er ist mit Susannah Sparks verheiratet und hat zwei Kinder.